# Бјелашница (Гатачка)
Бјелашница (Гатачка) је планина у источној Херцеговини подно које се налази град Гацко и Гатачко поље. Највиша тачка планине Бјелашнице је Велика Бјелашница који има 1867 метара надморске висине. Тик поред Бјелашнице је и планина Баба са којом се у подножју додирује. Планина Бјелашница је веома каменита планина са доста израженим крашким рељефом, типичним за динариде.